# Sympetrum corruptum
Espèce
Sympetrum corruptum (Variegated Meadowhawk  pour les anglophones) est une grande espèce de libellules, décrite par Hagen en 1861, endémique de l’Amérique du Nord.

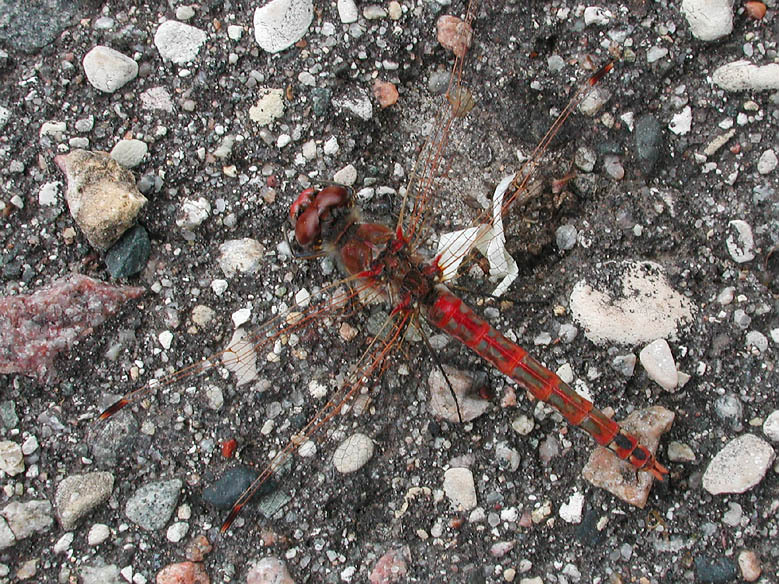
Vue de dessus.

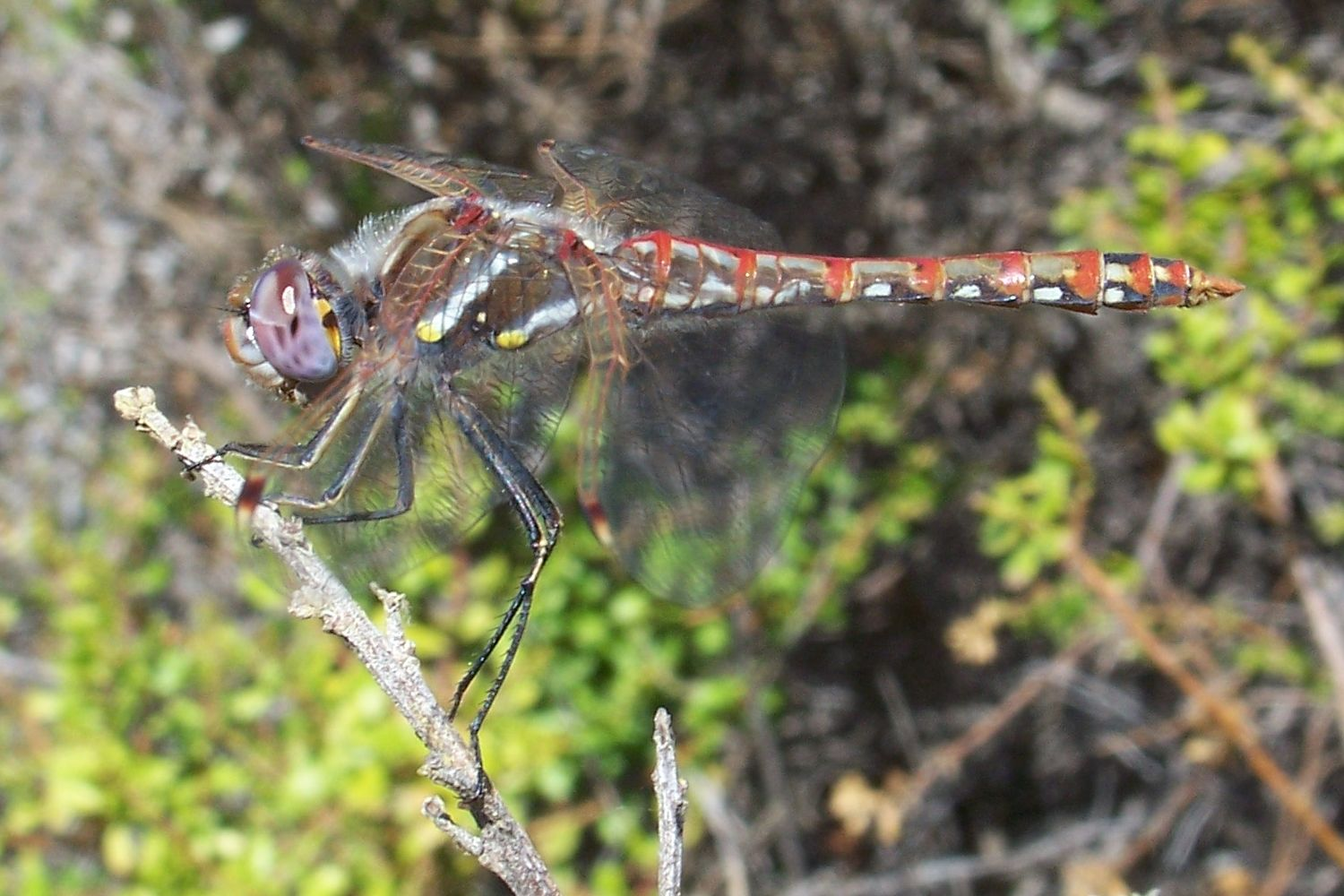
Mâle, vu de profil.